# Lnica pospolita

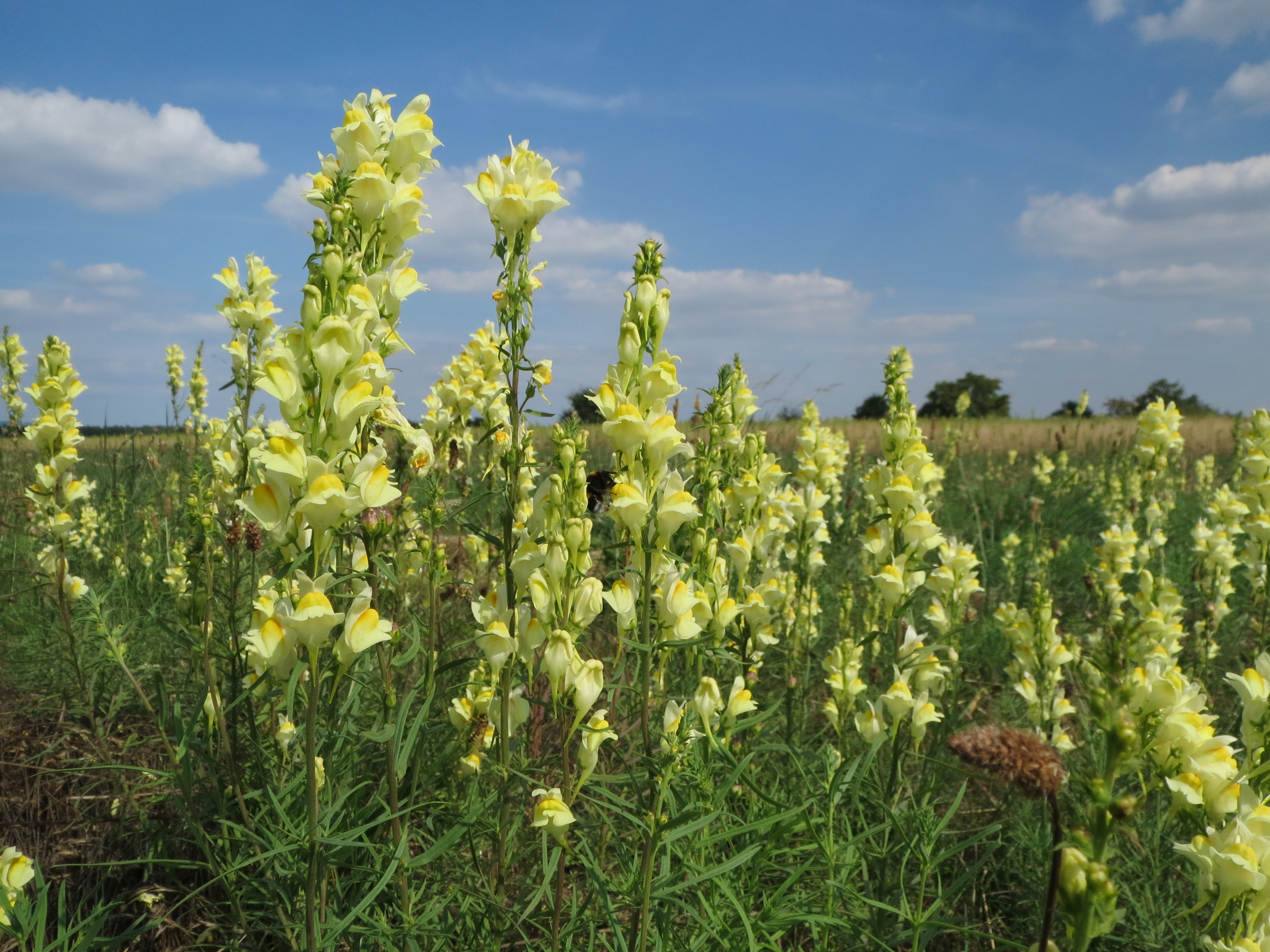
Pokrój

Lnica pospolita (Linaria vulgaris) – gatunek byliny należący do rodziny babkowatych (Plantaginaceae) (w popularnym w końcu XX wieku systemie Cronquista zaliczany był do trędownikowatych (Scrophulariaceae)). Występuje na półkuli północnej – w Europie, Azji i Ameryce Północnej (tam jest gatunkiem zawleczonym). W Polsce jest pospolity na całym obszarze.

## Morfologia
ŁodygaWzniesiona, prosta. Z reguły nie rozgałęzia się, czasami tylko w dolnej części. Owłosiona gruczołowato tylko w części kwiatostanowej, poza tym jest naga. Wysokość 20–90 cm. Roślina wydziela nieco nieprzyjemny zapach.
LiścieUlistnienie skrętoległe, gęste. Nieduże bezogonkowe liście (szerokość 1,5–4 mm, długość 30–50 mm) o kształcie równowąskim lub podługowato-lancetowatym. Mają spłaszczone nasady, zaostrzone końce, są szeroko obłonione, cienkie, 1–3 nerwowe.
KwiatyW szczytowej części łodygi zebrane w gęste grono. Wyrastają w kątach dużo mniejszych od liści przysadek na krótkich szypułkach i mają długość 2–4 cm. Kielich złożony z 4 wolnych, ostro zakończonych działek i dużo mniejszy od korony. Korona kwiatu grzbiecista, o jasnożółtym kolorze z ciemnożółtą gardzielą i z ostrogą. Ostroga jest krótsza od korony i prosta, lub nieco zagięta. Gardziel korony jest całkowicie zamknięta przez uwypukloną do góry wargę dolną.
OwocKrótsza od kielicha, otwierająca się ząbkami w górnej części torebka. Zawiera pokryte brodawkami nasiona w kształcie krążka. Jedna roślina wytwarza do 30 000 nasion.
KorzenieIch długość dochodzi do 1 m.

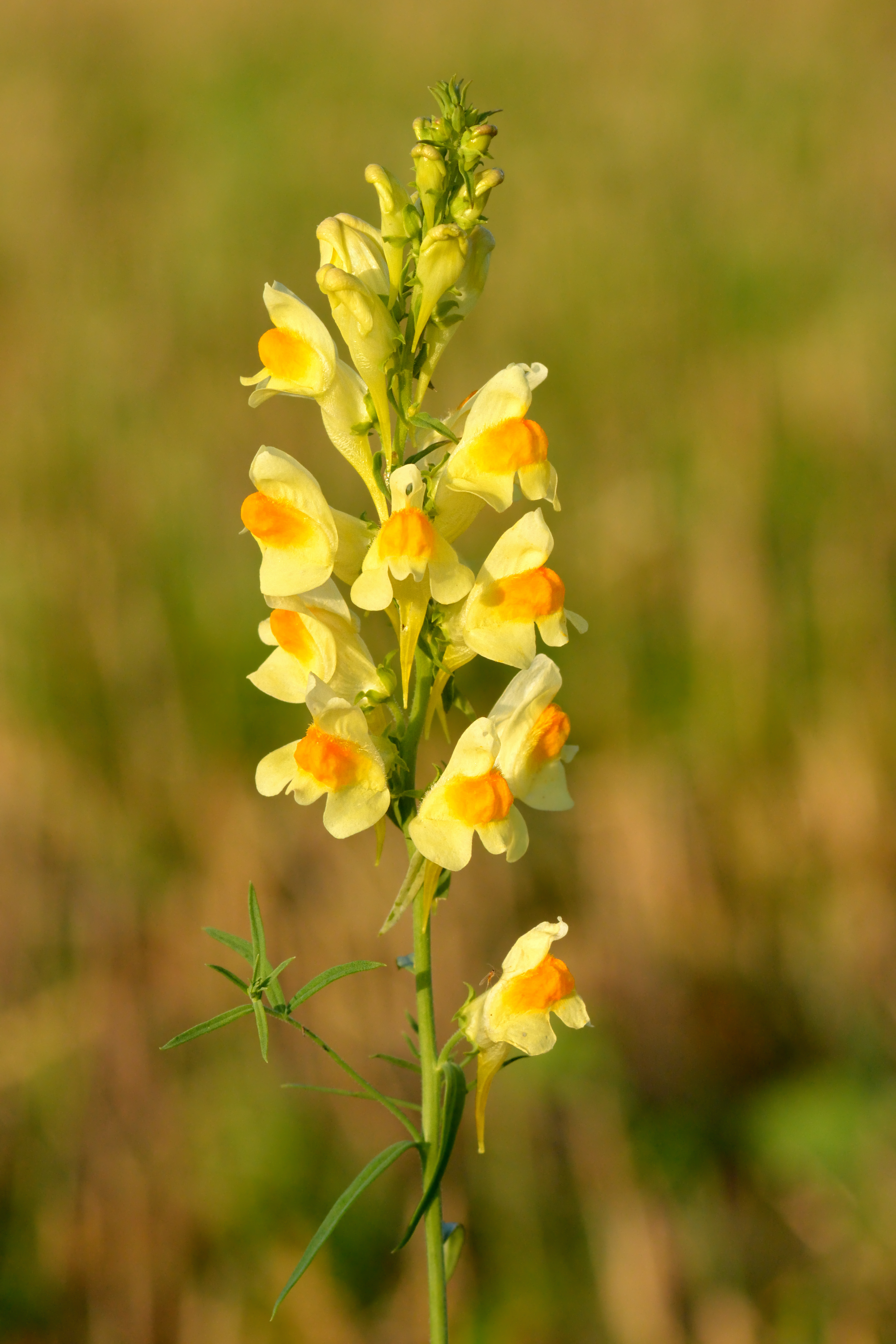
Kwiatostan
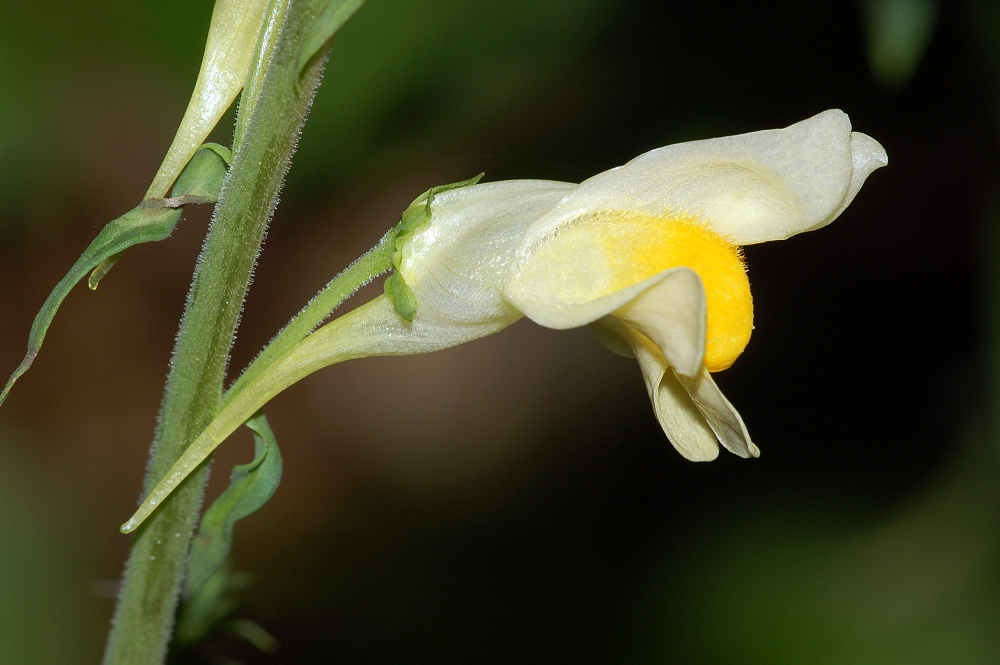
Kwiat z boku
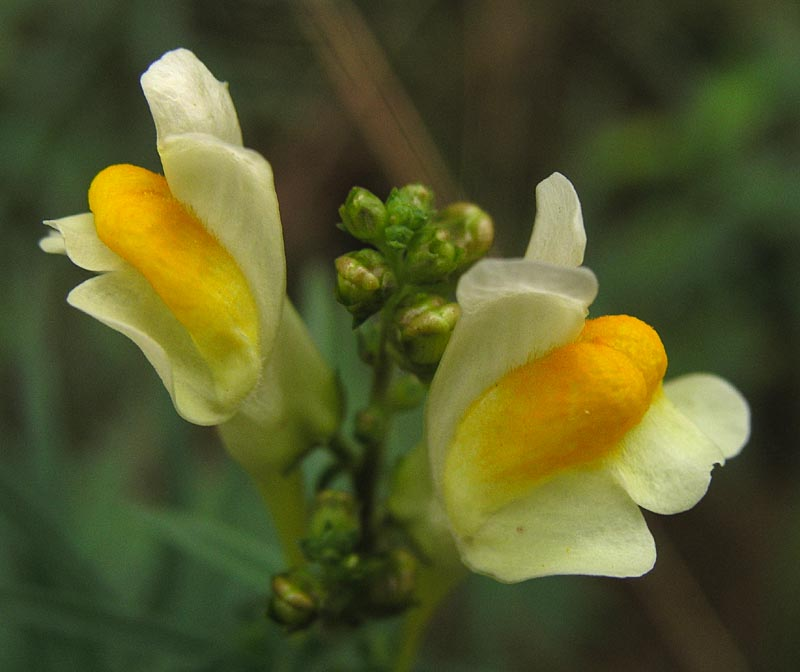
Kwiaty z przodu
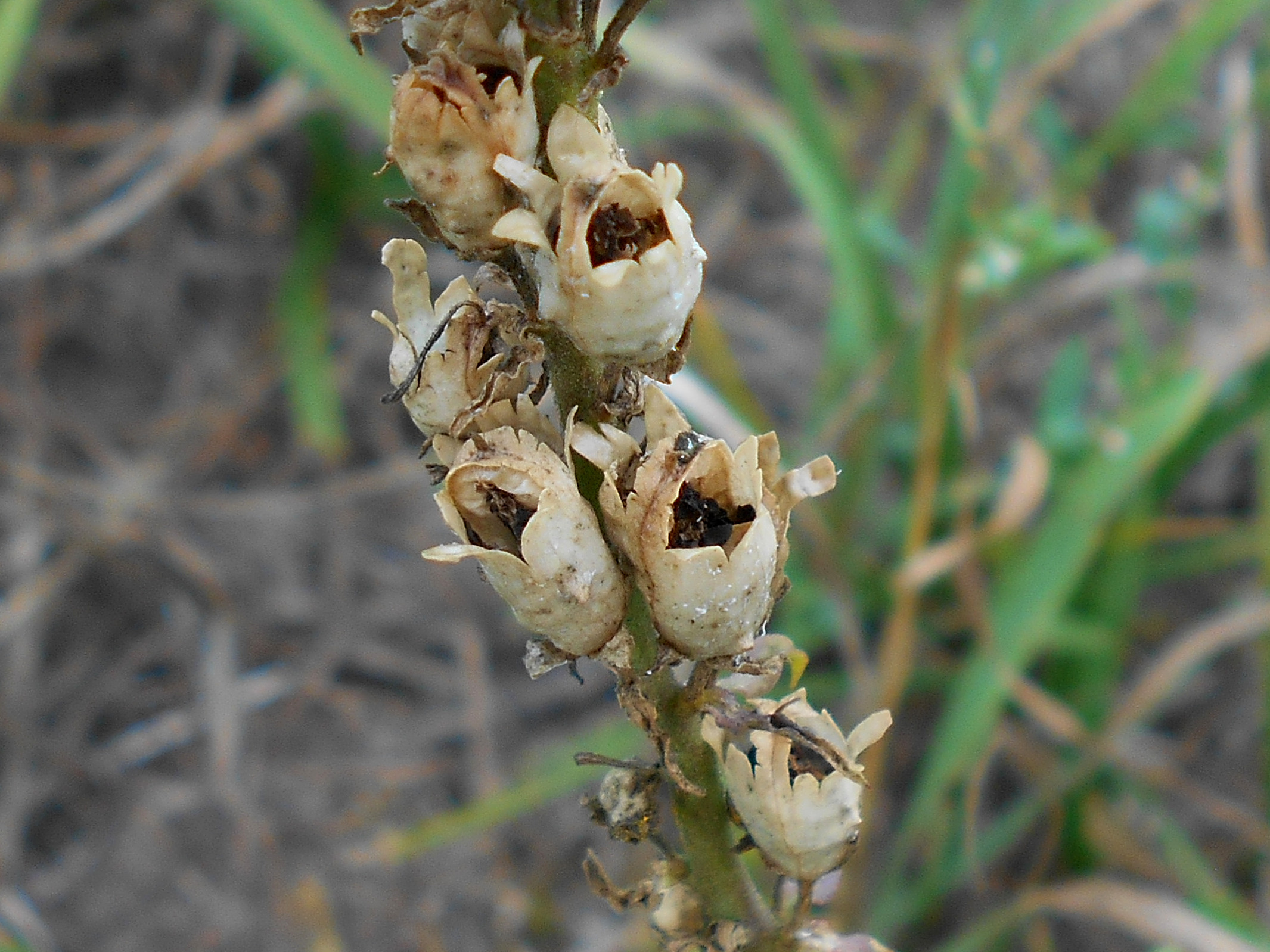
Owoce

## Biologia i ekologia
Bylina, geofit. Rośnie na przydrożach, murawach, na kamienistych zboczach, pastwiskach, łąkach, na polach uprawnych jako chwast. Preferuje miejsca słoneczne. Rośnie zarówno w miejscach suchych, jak i wilgotnych. W górach występuje do regla dolnego. Kwiaty bez zapachu, samopylne, kwitną od czerwca do września. Nasiona rozsiewane są przez wiatr. Roślina ruderalna. Gatunek charakterystyczny dla SCl. Artemisienea i Ass. Artemisio-Tanacetum. Roślina trująca: całe ziele jest trujące, zwłaszcza dla koni. Szczególnie trującym jego składnikiem jest alkaloid peganina.

## Zastosowanie
- Bywa czasami uprawiana jako roślina ozdobna.
- Roślina lecznicza:
  - Surowiec zielarski: ziele (Herba Linariae). Zawiera alkaloid peganinę, fitosterole, kwasy organiczne, flawonoidy i inne.
  - Działanie: łagodnie przeczyszczające, moczopędne, przeciwzapalne. Pobudza perystaltykę jelit, rozluźnia mięśnie gładkie dróg żółciowych. Napary używane były do łagodzenia dolegliwości hemoroidów. W tym celu wykonywano też maści z ziela lnicy zmieszanego ze smalcem. Ponieważ jej działanie przeczyszczające jest trzykrotnie słabsze od kruszyny, była używana w przewlekłych zaparciach u dzieci i osób starszych. Używano jej także przy zaburzeniach trawienia, wzdęciach i atonii jelit.
  - Zbiór i suszenie: ziele zbiera się podczas kwitnienia rośliny, suszy w przewiewnym i zacienionym miejscu.